# Homburg (Waldshut-Tiengen)
Homburg ist ein Wohnplatz auf der Gemarkung des Stadtteils Tiengen der Doppelstadt Waldshut-Tiengen im Landkreis Waldshut in Baden-Württemberg.

## Geschichte
Auf der Gemarkung wurde ein Antennendolch aus der Hallstattzeit gefunden.
Der kleine Weiler am Südhang eines oben bewaldeten markanten Bergrückens bestand ursprünglich nur aus einem Hof, der zur Landgrafschaft Klettgau gehörte. Ob der Hof Homburg den Herren von Homburg gehörte oder eine Gründung von diesen war, ist bisher unerforscht. 1806 wurde der Ort badisch.
Das auf dem Messtischblatt von 1880 noch sehr viel kleinere Homburg wurde zugleich mit dem südlich über der Landstraße L161 gelegenen Ort Ettikon mit Wohngebäuden bebaut.